# Calosphaeriales
Calosphaeriales is een orde van Sordariomycetes uit de subklasse Sordariomycetidae.

## Taxonomie
De taxonomische indeling van de Calosphaeriales is als volgt:
Orde: Calosphaeriales
- Familie: Calosphaeriaceae